# Eurytoma orseoliphaga
Eurytoma orseoliphaga är en stekelart som beskrevs av Gérard Delvare 1988. Eurytoma orseoliphaga ingår i släktet Eurytoma och familjen kragglanssteklar.
Artens utbredningsområde är Kamerun. Inga underarter finns listade i Catalogue of Life.